# Synoicum cymosum
Synoicum cymosum är en sjöpungsart som beskrevs av Vladimir V. Redikorzev 1927. Synoicum cymosum ingår i släktet Synoicum och familjen klumpsjöpungar. Inga underarter finns listade i Catalogue of Life.